# Termodinamica găurii negre

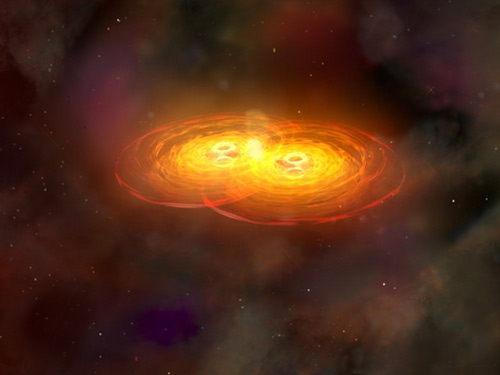
Reprezentare artistică a fuzionării a două găuri negre, proces în care cele 4 legi ale termodinamicii sunt respectate.

În fizică, termodinamica găurii negre este o zonă de studiu care încearcă să pună în acord legile termodinamicii cu existența unor orizonturi de evenimente ale găurilor negre. La sfârșitul secolului al XIX-lea, o serie de studii asupra termodinamicii radiației corpului negru au dus la fundamentarea teoriei mecanicii cuantice clasice. În mod similar, începând din a doua jumătate a secolului al XX-lea, efortul privind înțelegerea termodinamicii găurilor negre din perspectiva mecanicii statistice cuantice a avut ca rezultat aprofundarea înțelegerii gravitației cuantice, lucru care a condus la formularea principiului holografic.

## Entropia găurii negre
Singura modalitate de a satisface a doua lege a termodinamicii este de a admite că găurile negre au entropie. Dacă găurile negre nu ar avea entropie, ar fi posibil să se încalce legea a doua a termodinamicii prin aruncare de masă în gaura neagră. Creșterea entropiei găurii negre se compensează prin reducerea entropiei obiectului care a fost înghițit. 
Pornind de la teoremele demonstrate de Stephen Hawking, Jacob Bekenstein a presupus că entropia găurii negre este proporțională cu suprafața orizontului evenimentului împărțită la suprafața Planck. Bekenstein a sugerat că (½ ln 2)/4π este constanta de proporționalitate, afirmând că, dacă constanta nu are exact această valoare, trebuie să fie totuși foarte aproape de ea. În anul următor, Hawking a demonstrat că găurile negre emit radiație termică Hawking, care corespunde unei anumite temperaturi (temperatura Hawking). Folosind relația termodinamică dintre energie, temperatură și entropie, Hawking a fost capabil să confirme presupunerea lui Bekenstein și a stabilit constanta de proporționalitate la 1/4:
{\displaystyle S_{\text{BH}}={\frac {kA}{4\ell _{\mathrm {P} }^{2}}}}
în care A este suprafața orizontului evenimentului, calculată cu formula 4πR2, k este constanta Boltzmann, iar {\displaystyle \ell _{\mathrm {P} }={\sqrt {G\hbar /c^{3}}}} este lungimea Planck. Indicele BH vine fie de la "black hole"/"gaură neagră" sau de la "Bekenstein-Hawking". Entropia găurii negre este proporțională cu suprafața orizontului său de evenimente {\displaystyle A}.
Observația principală care a condus la principiul holografic este faptul că entropia găurii negre este, de asemenea, entropia maximă care poate fi obținută prin limita Bekenstein; de obicei această limită este:
{\displaystyle S\leq {\frac {2\pi kRE}{\hbar c}}},
iar pentru o gaură neagră limita Bekenstein devine o egalitate:
{\displaystyle S={\frac {kA}{4}}}.

## Principii ale mecanicii găurii negre
Cele patru legi ale mecanicii găurii negre sunt proprietăți fizice despre care se crede că găurile negre le-ar satisface. Legile, similare cu legile termodinamicii, au fost descoperite de către Brandon Carter, Stephen Hawking și Bardeen James.
| Lege                  | Termodinamica obișnuită | Termodinamica găurii negre |
| Principiul zero       | Un sistem termodinamic situat în condiții externe invariabile în timp va atinge, după un timp suficient de lung, o stare de echilibru termodinamic. | Legea Zeroth: gravitația la suprafață κ este constantă pe întreaga suprafață a găurii negre |
| Principiul întâi      | {\displaystyle {\rm {d}}U=T{\rm {d}}S+{\rm {lucrul\;mecanic}}}                                                                                      | Schimbarea de masă este legată de modificările suprafaței, momentului cinetic și ale încărcării electrice: {\displaystyle \delta Mc^{2}={\frac {1}{8\pi }}{\frac {c^{2}}{G}}\kappa \delta A+\Omega \delta L+V\delta Q} |
| Principiul al doilea  | δ S este pozitiv în orice transformare care implică un sistem închis                                                                                | δ A este pozitiv în orice transformare care implică găuri negre :{\displaystyle {\frac {dA}{dt}}\geq 0.} |
| Principiul al treilea | Imposibilitatea de a obține T = 0 printr-un proces fizic                                                                                            | Imposibilitatea de a obține κ = 0 (gaură neagră extremă) printr-un proces fizic. |

## Dincolo de găurile negre
Hawking, Gibbons și Page au arătat că termodinamica găurii negre nu cuprinde doar pe cea a găurii negre, că orizonturile de evenimente cosmologice au, de asemenea, o entropie și temperatură. 
Mai fundamental, Gerard 't Hooft și Susskind au folosit legile termodinamicii ale găurii negre ca să aducă argumente pentru un principiu holografic general al naturii care susține că teorii consistente ale gravitației și mecanicii cuantice au loc la dimensiuni foarte mici. Deși nu este încă pe deplin înțeles, principiul holografic este esențial pentru teorii cum ar fi corespondența AdS/CFT.